# Vorgezogene Grenzkontrollen am Ärmelkanal
Vorgezogene Grenzkontrollen am Ärmelkanal (im Englischen nur als juxtaposed controls, im Französischen als postes de contrôle juxtaposés bezeichnet, was wörtlich etwa „nebeneinander liegende Kontrollen“ heißt und damit den Sachverhalt nur unzureichend wiedergibt) bezeichnet die Vorverlagerung eines normalerweise erst im Zielstaat stattfindenden Vorgangs in den Staat der Abreise. Vorgezogene Grenzkontrollen finden auf vielen Ärmelkanal-Überquerungen bereits vor dem Betreten der Fähre oder des Zugs statt. Während nebeneinanderliegende Grenzkontrollen im Völkerrecht im Bereich von Straßenverkehrsgrenzübergängen nicht unüblich sind, dann aber zumeist auf gemeinsamen Abfertigungsanlagen in unmittelbarer Grenznähe erfolgen, finden die vorgezogenen Grenzkontrollen am Ärmelkanal immer auf der gegenüberliegenden Seite der Straße von Dover, teilweise weit im Binnenland, statt. In Avignon, etwa 1.000 km von der Staatsgrenze entfernt, sind die europarechtlichen Voraussetzungen für vorgezogene Grenzkontrollen geschaffen, werden dort aber bislang nicht regelmäßig durchgeführt.
Die vorgezogenen Grenzkontrollen beruhen auf mehreren Vereinbarungen zwischen Belgien, Frankreich und Großbritannien, die Niederlande soll folgen.

## Geschichte
Mit der Planung des Ärmelkanaltunnels (amtliche Bezeichnung im Europarecht: Verbindung durch den Ärmelkanaltunnel; englisch cross-Channel fixed link, französisch liaison fixe transmanche) als Eisenbahntunnel begannen Überlegungen, den Transfer von und nach Großbritannien so einfach und angenehm wie möglich zu gestalten. Dort, wo es ohnehin zu einer Unterbrechung der Reise kommen musste – nämlich beim Auffahren mit dem Kraftfahrzeug auf den Zug –, sollte auch zugleich die Grenzabfertigung stattfinden. Nach der Ankunft des Zuges sollte die Reise dann durch rasches Abfahren vom Zug fortgesetzt werden können, ohne dass Einreisekontrollen die Abfahrt behinderten.

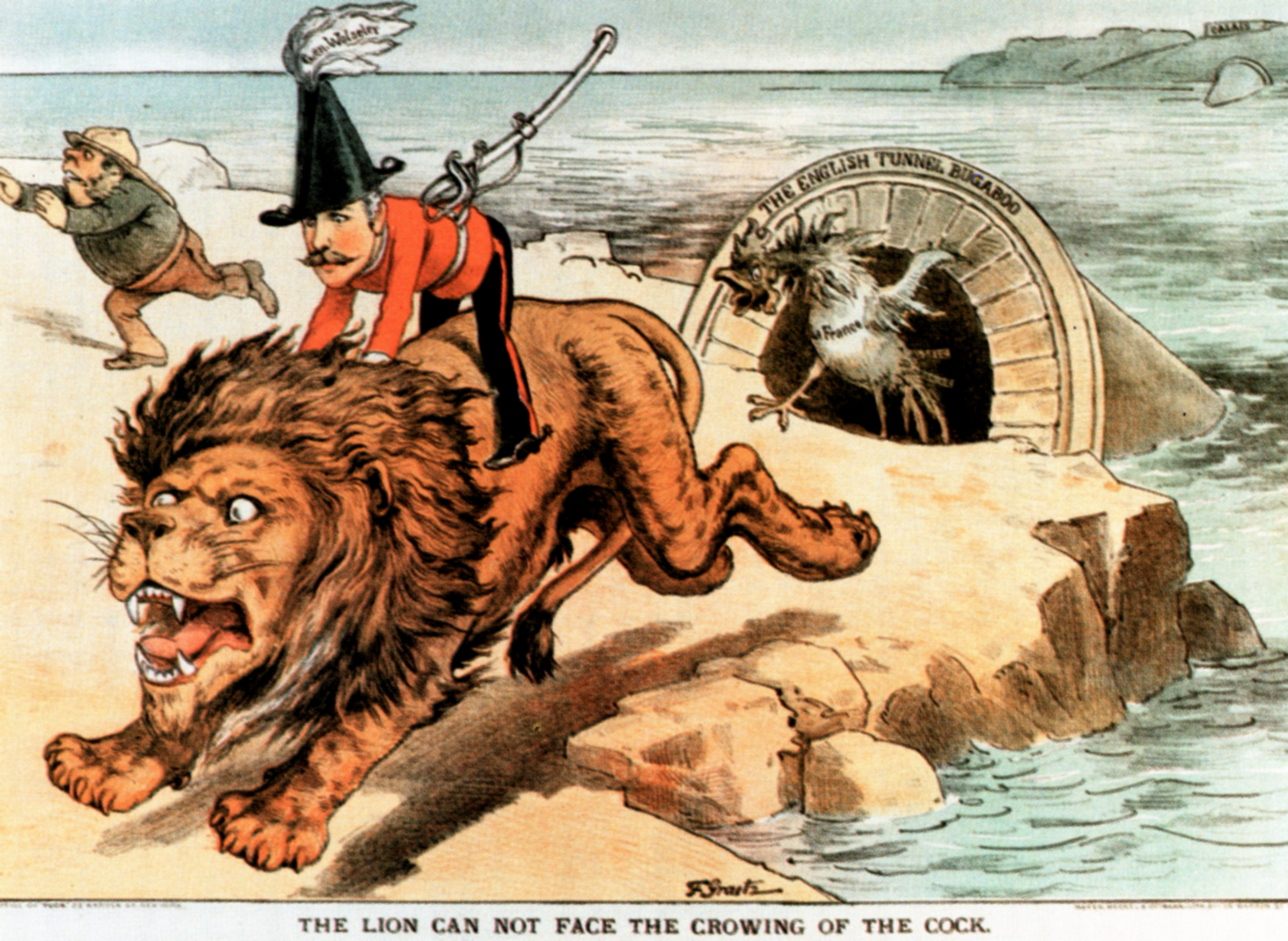
Britische Ängste vor den Folgen einer Tunnelverbindung schon um 1885 in Satireform: General Wolseley, einer der schärfsten Gegner einer Landverbindung mit Frankreich, flieht auf einem Löwen vor dem französischen Hahn. Damalige Satire und heutige Realität liegen nah beieinander: Früher war es die Angst vor den Franzosen; heute ist es die Angst vor illegalen Einwanderern aus Frankreich.

Mit der Abschaffung der Grenzkontrollen unter den Mitgliedstaaten der Europäischen Union durch Übernahme des 1990 geschlossenen Schengener Durchführungsübereinkommens (SDÜ) in den sog. Schengen-Besitzstand der Europäischen Union fiel das Bedürfnis nach Grenzkontrollen zwischen Belgien, Frankreich und Großbritannien jedenfalls auf britischer Seite nicht weg. Denn Großbritannien schloss sich den Vereinbarungen eines gemeinsamen Raums der Freiheit, der Sicherheit und des Rechts durch den Vertrag von Amsterdam nur in geringem Umfang an und erwirkte zahlreiche Befreiungen vom Unionsrecht, die sich in den Protokollen Nr. 19, 20 und 21 des Vertrags über die Arbeitsweise der Europäischen Union (AEUV) widerspiegelten. Großbritannien war es weiterhin gestattet, Grenz- und Zollkontrollen, auch des Reiseverkehrs aus anderen Mitgliedstaaten der Europäischen Union, in sein Hoheitsgebiet vorzunehmen. Mit dem Austritt des Vereinigten Königreichs aus der Europäischen Union und dem Ende der Übergangszeit am 31. Dezember 2020 sind auch die letzten noch bestehenden europarechtlichen Bindungen für das Land erloschen.
Irland nimmt ebenfalls nicht am Wegfall der Binnengrenzkontrollen teil, um das bestehende unkontrollierte Reisen mit Großbritannien, insbesondere zwischen Nordirland und der Republik Irland, in dem einheitlichen Reisegebiet (englisch Common Travel Area) nicht zu gefährden.
Der ursprüngliche Gedanke eines reibungslosen Transfers durch den Ärmelkanaltunnel veränderte sich angesichts des auf Großbritannien lastenden Migrationsdrucks. Immer wieder gab es Zwischenfälle mit Migranten, die durch den Kanaltunnel nach Großbritannien gelangen wollten. Im Dezember 2001 stoppte die französische Polizei 550 Menschen, die versucht hatten, zu Fuß den Ärmelkanaltunnel zu durchlaufen.
Großbritannien ging es zunehmend darum, durch vorgezogene Grenzkontrollen illegale Immigranten von der Insel fernzuhalten, weswegen es sich darum bemühte, die vorgezogenen Grenzkontrollen auch auf den Eurostar und die Fähren auszudehnen.

## Vorgezogene Grenzkontrollen beim Eurotunnel-Autotransfer

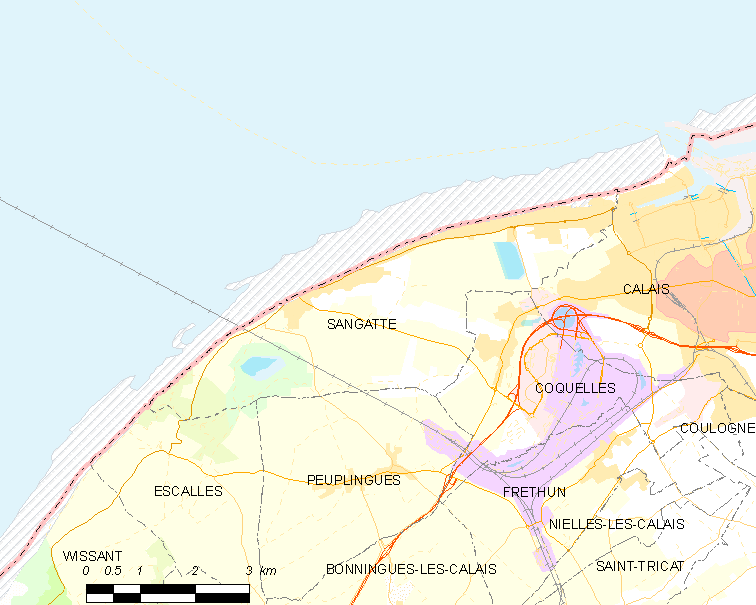
Plan der Bahneinrichtungen bei Calais

Am 25. November 1991 wurde das Protokoll von Sangatte von Frankreich und Großbritannien unterzeichnet, das vorgezogene Grenzkontrollen im Rahmen der Benutzung des Ärmelkanaltunnels mit dem Le Shuttle erstmals vorsah. Das am 2. August 1993 in Kraft getretene Abkommen hat dazu geführt, dass Reisende aus Frankreich, die mit ihrem Auto auf den Le-Shuttle-Zug auffahren, von den britischen Grenzbehörden bereits in Coquelles, Frankreich, unmittelbar nach der französischen Ausreisekontrolle kontrolliert werden. Umgekehrt findet die französische Einreisekontrolle unmittelbar nach der britischen Ausreisekontrolle in Cheriton, einem Stadtteil von Folkestone auf der britischen Seite, statt, noch bevor das Auffahren auf den Zug beginnt.
Im Gegensatz zu den vorgezogenen Grenzkontrollen beim Eurostar und bei den Fähren, die nur aus Grenzkontrollen vor dem Einchecken auf Zug und Fähren bestehen, bestehen vorgezogene Grenzkontrollen für den Le-Shuttle-Transfer mit Fahrzeugen sowohl aus einer Grenz- als auch aus einer Zollkontrolle vor dem Betreten des Zuges.

## Vorgezogene Grenzkontrollen beim Eurostar

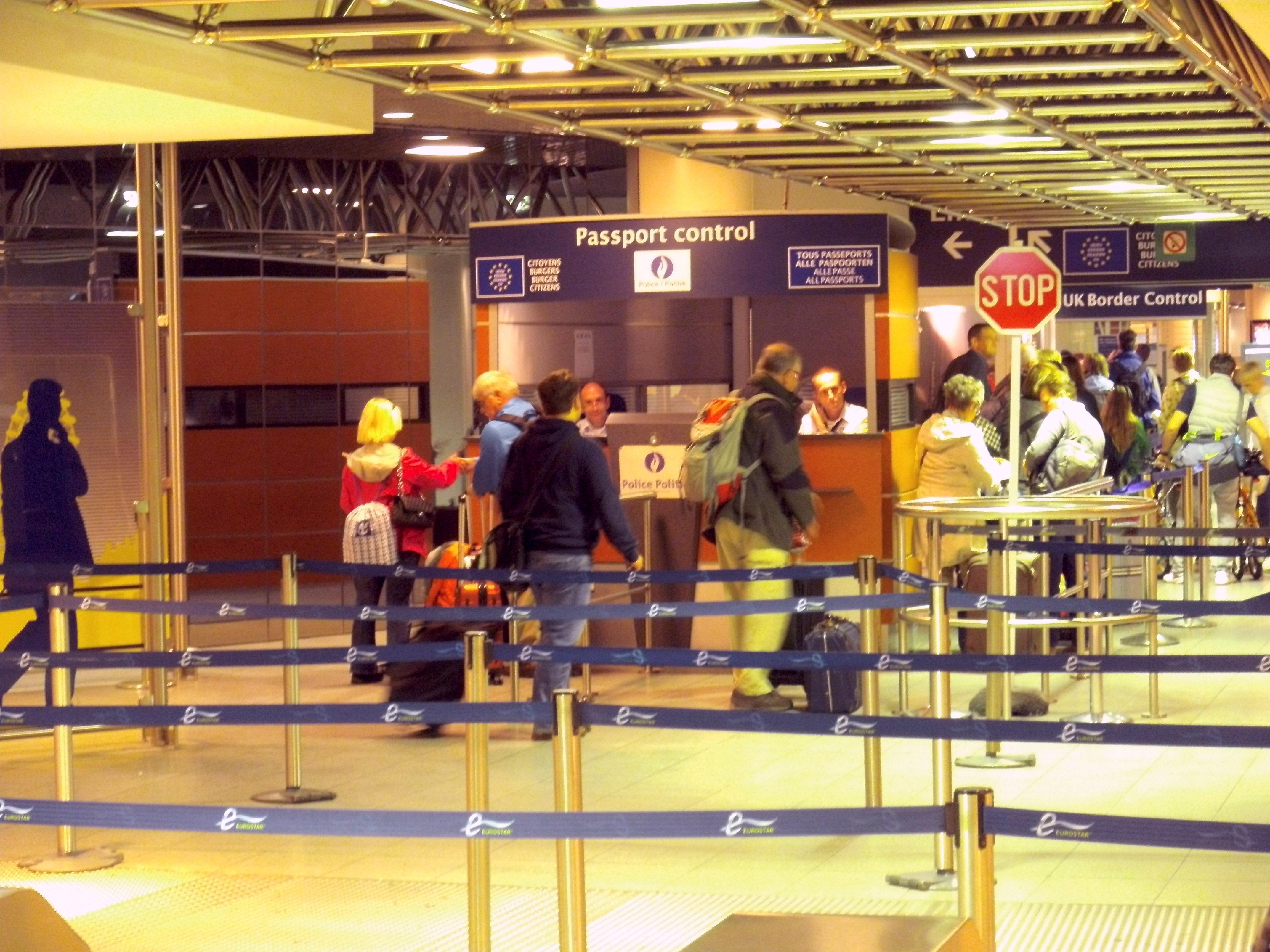
Belgische Ausreise- und gleich dahinter liegende britische Einreisekontrolle am Bahnhof Bruxelles-Midi/Brussel-Zuid

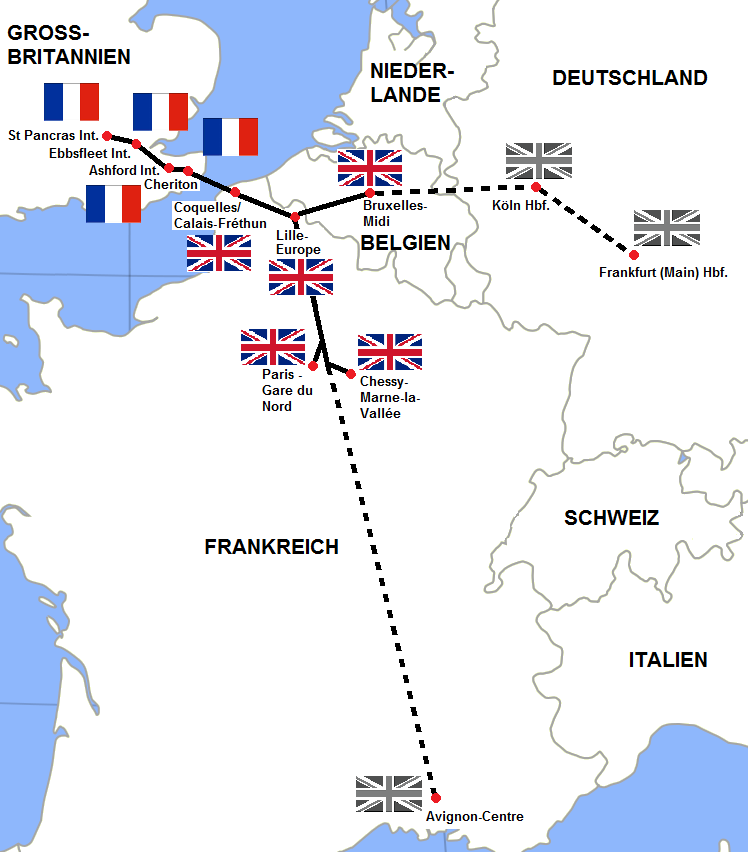
Standorte der vorgezogenen Grenzkontrollen, in ferner Zukunft möglicherweise auch in Deutschland (Stand:2015)

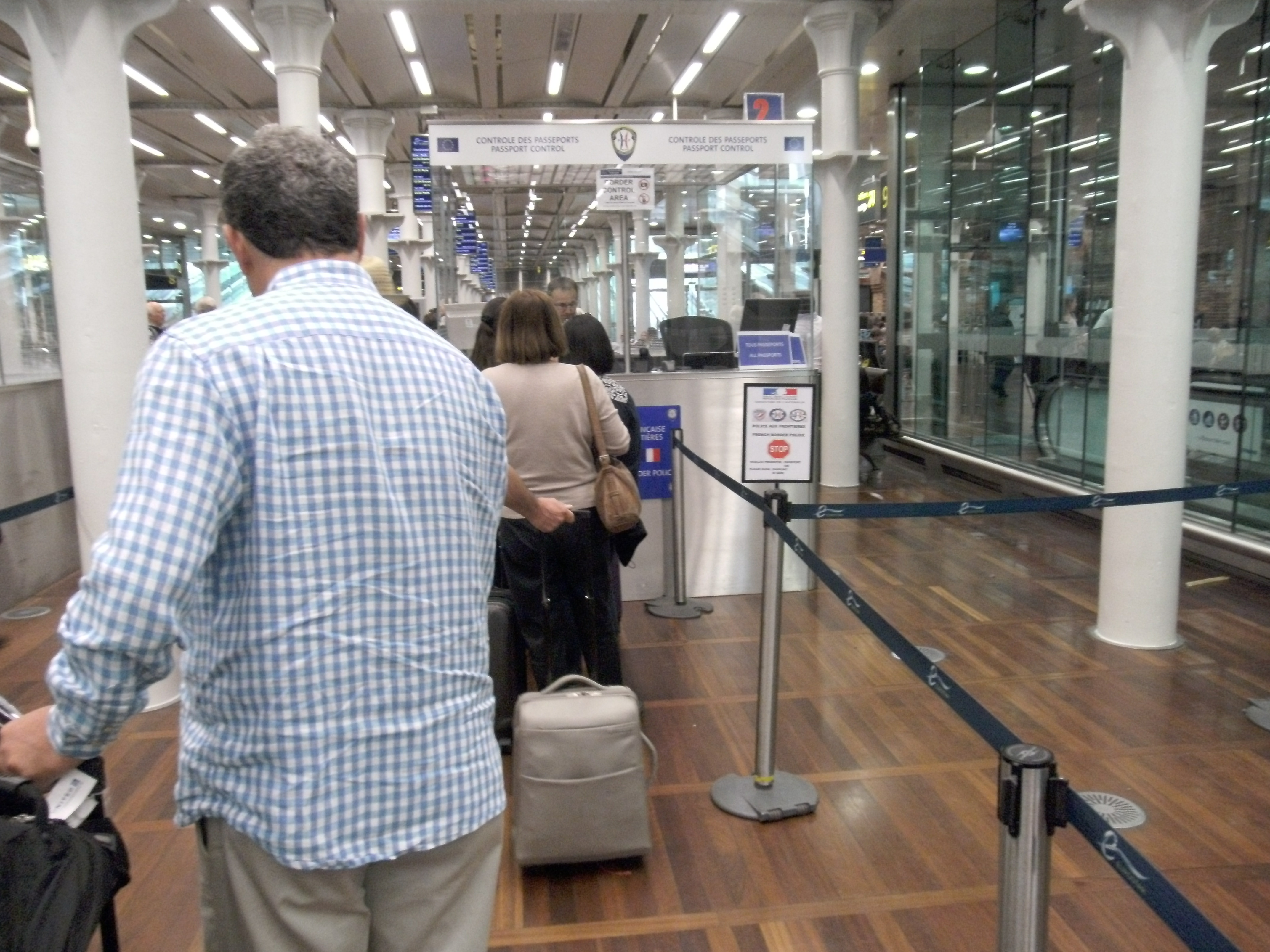
Einreise an einer ungewöhnlichen Schengen-Außengrenze mitten in London: Passagiere des Eurostars werden von der französischen Grenzpolizei auf dem Bahnhof St Pancras International vor der Einreise nach Frankreich kontrolliert.

Das Vereinigte Königreich war in besonderem Maße daran interessiert, die vorgezogenen Grenzkontrollen auf den Eurostar zu erweitern, weil zuvor über mehrere Jahre viele Eurostar-Passagiere unerlaubt in Großbritannien ankamen und eine bedeutende Anzahl von ihnen bei ihrer Ankunft einen Asylantrag stellte. In der zweiten Hälfte des Jahres 2000 kamen im Bahnhof London Waterloo etwa 4.000 Passagiere ohne ausreichende Einreisepapiere an. Anders als im Flugverkehr bestand für die französische Eisenbahngesellschaft SNCF weder eine Verpflichtung noch eine praktische Möglichkeit, Fahrgäste vor dem Besteigen des Zuges auf ausreichende Einreisepapiere für Großbritannien, ggf. auf ein erforderliches Visum, zu kontrollieren. Gegen eine Fluggesellschaft würde eine Geldstrafe über 2.000 £ (entspricht etwa: 2.500 Euro) für jeden nach Großbritannien verbrachten Passagier ohne gültige Einreisepapiere verhängt werden, wenn beim Einchecken versäumt wurde, die Reisedokumente auf ein Einreiserecht für Großbritannien zu überprüfen. Vergleichbare Kontrollen sind im grenzüberschreitenden Eisenbahnverkehr nicht üblich. Der Eurostar war damit ein einfacher Weg, auf die Insel zu gelangen und dort Asyl zu beantragen.
Am 29. Mai 2000 wurde deshalb das Zusatzprotokoll zum Sangatte-Protokoll zwischen Frankreich und Großbritannien unterzeichnet, das die Errichtung von französischen Grenzkontrollstellen in Bahnhöfen des Eurostars in Großbritannien und umgekehrt von britischen Grenzkontrollstellen auf Bahnhöfen des Eurostars in Frankreich vorsah. Das Zusatzprotokoll trat am 25. Mai 2001 in Kraft.
Bei Reisen mit dem Eurostar aus Frankreich nach Großbritannien durchlaufen die Passagiere in der Regel die Ausreisekontrolle aus dem Schengen-Raum ebenso wie die britische Einreisekontrolle seitdem vor dem Einsteigen in den Zug, teilweise tief im Binnenland, weit entfernt von der eigentlichen Staatsgrenze. Bahnhöfe, auf denen solche Kontrollen stattfinden, sind in Frankreich Paris-Nord, Calais-Fréthun und Lille-Europe.
Bei Fahrten mit dem Eurostar von Marseille nach London finden die Kontrollen am Bahnhof Lille-Europe statt, wo die Reisenden daher aus- und danach in den Zug wieder einsteigen müssen.
Bereits mit dem am 15. Dezember 1993 geschlossenen dreiseitigen Abkommen von Brüssel zwischen Belgien, Frankreich und Großbritannien wurden die Grundlagen für vorgezogene Grenzkontrollen auch im Bahnhof Bruxelles-Midi/Brussel-Zuid geschaffen. Tatsächlich wurden die vorgezogenen Grenzkontrollen erst nach einem weiteren Abkommen mit Belgien, das am 15. April 2004 in London geschlossen wurde, auch dort eingerichtet.
Reisen Personen mit dem Eurostar aus dem Vereinigten Königreich nach Belgien oder Frankreich, findet die Einreisekontrolle in den Schengen-Raum ebenso vor dem Einsteigen in den Zug in Großbritannien statt. Die Einreisekontrollen werden in den britischen Bahnhöfen durch die französische Grenzpolizei (Direction centrale de la police aux frontières, DCPAF) durchgeführt, die zugleich für die belgische Föderale Polizei (Federale Politie, Police Fédérale) in Bezug auf Passagiere, die nach Belgien reisen, tätig wird. Bahnhöfe, auf denen solche Kontrollen stattfinden, sind St Pancras International im Zentrum Londons, sowie bis März 2020 die Bahnhöfe Ebbsfleet International, etwa 40 km östlich der Londoner Innenstadt an der Themse gelegen, und Ashford International, etwa 30 km nordwestlich von Folkestone entfernt.
Zollkontrollen bei Eurostar-Passagieren werden von den Vereinbarungen nicht berührt und bleiben nach der Ankunft nach Verlassen des Zuges möglich.

### Liller Schlupfloch
Aufsehen erregte 2011 das in der britischen Öffentlichkeit als Lille loophole bekannt gewordene Liller Schlupfloch. Migranten hatten erkannt, dass es möglich war, in Brüssel mit einem Ticket nach Lille – unkontrolliert von den britischen Behörden – an Bord des Eurostar zu gelangen. Sie gaben sich als Fahrgäste mit dem Fahrtziel Lille aus, dem nächsten Halt des Zuges in Frankreich. Als Fahrt über eine Binnengrenze des Schengen-Raums durften sie von den britischen Behörden nicht kontrolliert werden. Sie hatten sich jedoch ein zweites Ticket für die Fahrt nach London-St Pancras besorgt und blieben in Lille einfach im Zug sitzen. Daraufhin verstärkte Großbritannien seine Einreisekontrollen in St Pancras. Großbritannien schloss mit Belgien ein weiteres Abkommen, das eine Verpflichtung Belgiens vorsieht, in St Pancras entdeckte illegale Einwanderer, die mit dem Eurostar aus Brüssel gekommen sind, zurückzunehmen. Außerdem wurde im Eurostar nach London-St Pancras die Beförderung von Bruxelles-Midi/Brussel-Zuid nach Lille-Europe eingestellt, um dieses Schlupfloch zu schließen.

### Einschränkung des Eurostar-Betriebs
Seit März 2020 werden die Bahnhöfe Calais-Fréthun, Ashford und Ebbsfleet nicht von den Eurostar-Zügen bedient. Hintergrund ist offenbar ein erhöhter Kostendruck aufgrund der durch den Brexit und die COVID-19-Pandemie gesunkenen Fahrgastzahlen. Nach Angaben des Betreibers wird eine Wiederaufnahme der Zughalte frühestens 2024 in Erwägung gezogen.

## Vorgezogene Grenzkontrollen bei den Fähren

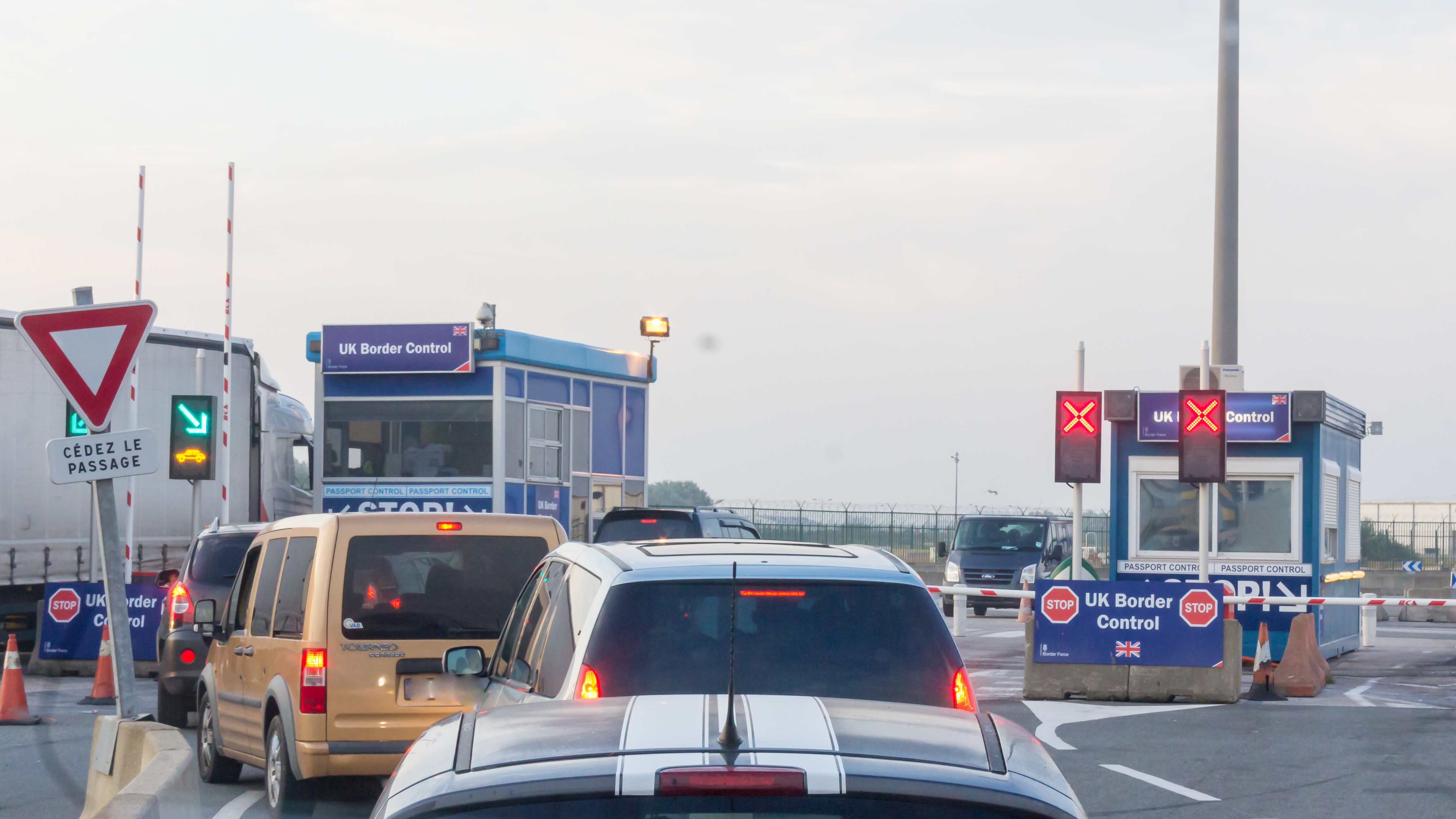
Grenzkontrolle des Vereinigten Königreichs im Fährhafen von Dünkirchen (Frankreich)

Am 4. Februar 2003 unterzeichneten Frankreich und Großbritannien den Vertrag von Le Touquet, ein Abkommen, das die Errichtung von vorgezogenen Grenzkontrollen auch für mehrere Fährhäfen vorsah. Der Vertrag wurde im nationalen britischen Recht im The Nationality, Immigration and Asylum Act 2002 (Juxtaposed Controls) Order 2003 umgesetzt. Das Abkommen trat am 1. Februar 2004 in Kraft.
Großbritannien ist im Rahmen des Abkommens berechtigt, vorgezogene Einreisekontrollen in Frankreich am Hafen von Calais, Dünkirchen und Boulogne-sur-Mer zu unterhalten. Hier durchlaufen die Passagiere daher sowohl die französische Ausreisekontrolle als auch direkt dahinter die britische Einreisekontrolle, bevor sie auf die Fähre gelangen. Die französischen Behörden sind umgekehrt berechtigt, Einreisekontrollen am Hafen von Dover einzurichten, wo die französische Grenzpolizei (Direction centrale de la police aux frontières, DCPAF) Kontrollen für Einreisen in das Schengen-Gebiet durchführt.
Zollkontrollen werden von dem Abkommen nicht berührt und finden deshalb nach der Ankunft im Zielstaat nach Verlassen der Fähre statt. Deshalb ist es möglich, dass Passagiere nach dem Passieren der britischen Einreisekontrolle in Frankreich bei ihrer Ankunft in Dover nochmals von britischen Zöllnern angehalten und kontrolliert werden. Umgekehrt hat der französische Zoll (Direction générale des douanes et droits indirects, DGDDI) das Recht, in Frankreich angekommene Reisende aus Großbritannien einer Zollkontrolle zu unterziehen.
Im Hafen von Calais wurde ein gemeinsames Koordinationszentrum geschaffen, um die Zusammenarbeit zwischen der britischen Grenzkontrolle und der französischen Grenzpolizei und dem französischen Zoll zu stärken.
In den belgischen Seehäfen Zeebrugge und Ostende (in Ostende findet kein Personen-Fährverkehr mehr statt) gibt es keine vorgezogenen Grenzkontrollen der Briten. Dort sind aber in Einzelfällen britische Verbindungsbeamte bei der Frachtkontrolle tätig.

## Status der Kontrollzonen im Gastland
Nach den getroffenen Vereinbarungen handelt es sich bei den Kontrollzonen im jeweiligen Gastland nicht um exterritoriales Gebiet. Die britischen Kontrollzonen in Bruxelles-Midi und in Frankreich gehören zum belgischen bzw. französischen Hoheitsgebiet. Entsprechendes gilt für die französischen Kontrollzonen in Großbritannien, die auf britischem Hoheitsgebiet liegen. Dem Entsendestaat ist es lediglich gestattet, dort hoheitliche Grenzkontrollfunktionen auszuüben, sein Personal frei und unkontrolliert dort hin- oder von dort wieder zurückzubringen, dort elektronische Verbindungen zum Heimatland zu unterhalten, bei der Dienstausübung Dienstwaffen mit sich zu führen und die mitgebrachte Ausstattung abgabenfrei ein- und wiederauszuführen. Mehrere Abkommen regeln das Mitführen von Dienstwaffen im jeweils anderen Land. Französische Beamte dürfen in Großbritannien nur eine Waffe mit höchstens 12 Patronen mit sich führen. Mitgeführte Dienstwaffen dürfen nur zur Selbstverteidigung eingesetzt werden. Soweit britische Dienstfahrzeuge nach Frankreich übersetzen, müssen sie ein neutrales Aussehen haben.
Verstöße, die in der Kontrollzone begangen werden, unterliegen der Gerichtsbarkeit des Entsendestaats. Wegen der in Ausübung dienstlicher Funktionen begangenen Handlungen darf der Gaststaat den Bediensteten nicht bestrafen, ähnlich dem Diplomatenstatus. Im Übrigen gilt das Recht des Gastlandes.

## Wirkungen der vorgezogenen Grenzkontrollen

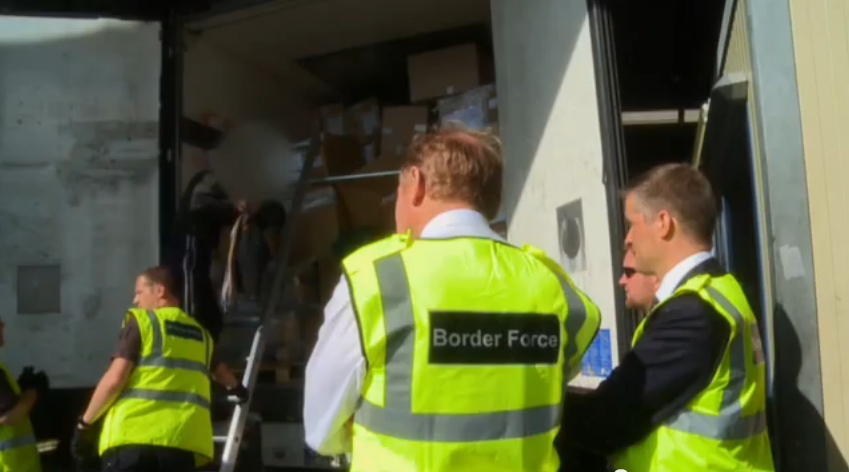
Britische Border-Force-Bedienstete entdecken in einem Lastwagen in Calais in der britischen Kontrollzone sechs illegale Einwanderer. Deren Gesichter sind unkenntlich gemacht.

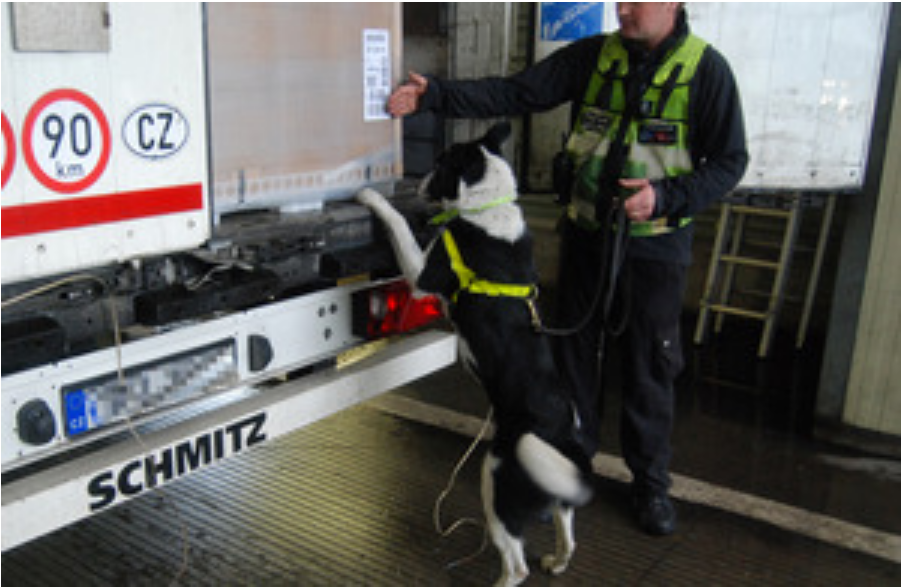
Ein Spürhund der Border Force in Calais hilft, blinde Passagiere in Lastwagen zu entdecken.

Zahlen über die Verhinderung illegaler Einreisen ins Schengen-Gebiet liegen nicht vor. Für die umgekehrte Richtung sind folgende Zahlen bekannt geworden:
Im britischen Haushaltsjahr 2002/2003 wurde 2.442 Reisenden die Einreise nach Großbritannien von den britischen Behörden auf den Bahnhöfen Paris-Nord und Lille-Europe wegen fehlender Einreisedokumente verweigert. In derselben Zeit wurde 2.232 Personen von den britischen Behörden in Coquelles und 56 Passagieren auf dem Bahnhof Calais-Fréthun die Einreise in das Vereinigte Königreich verweigert.
Zwischen Februar 2004, dem Inkrafttreten des Le-Touquet-Vertrags vom 4. Februar 2003, und Ende 2007 wurde 10.766 Personen die Einreise nach Großbritannien durch Beamte der britischen Einwanderungsbehörde in Calais verweigert.
Seitdem sind die Zahlen von zurückgewiesenen Einwanderern deutlich gestiegen: Insgesamt wurde nach einem Bericht des britischen Home Office im britischen Haushaltsjahr 2010/11 10.916 Personen, im Jahr 2011/12 9.632 Personen, im Jahr 2012/13 11.731 Personen und im Jahr 2013/14 19.003 Personen die Einreise verweigert.
Die Zahlen sind weiter steigend: Allein von April bis Juli 2014 wurden 11.920 Personen an der Grenze zurückgewiesen. Vorstehende Zahlen beziehen sich sowohl auf die vorgezogenen Grenzkontrollen in Frankreich und Belgien als auch auf die Einreisekontrollen an der britischen Küste.
Trotz vorgezogener Grenzkontrollen und verbesserter Kontrollabläufe hat der Migrationsdruck auf Großbritannien nicht nachgelassen, sondern nimmt eher noch zu. In Nordfrankreich campieren Tausende von Migranten mit dem einzigen Ziel, auf einen Lastwagen aufzuspringen und nach England zu kommen, wo sie einerseits Verwandte haben und andererseits hoffen, eher eine Beschäftigung zu finden als in Frankreich. Im September 2009 löste die französische Polizei die Camps in Calais auf und forderte die illegalen Immigranten auf, in Frankreich einen Asylantrag zu stellen oder das Land zu verlassen. Im Oktober 2014 ging die französische Polizei in Calais gegen 300 Migranten, überwiegend aus dem Sudan, Eritrea und Syrien, mit Tränengas vor. Sie hatten versucht, auf Lastwagen aufzuspringen und sich in den Laderäumen zu verstecken, um nach England zu gelangen. Zu dieser Zeit hatte sich in Calais ein neues Migrantenlager mit ca. 1.500 bis 2.500 Menschen gebildet, aus dem später der sog. Dschungel von Calais entstand.

## Kritik

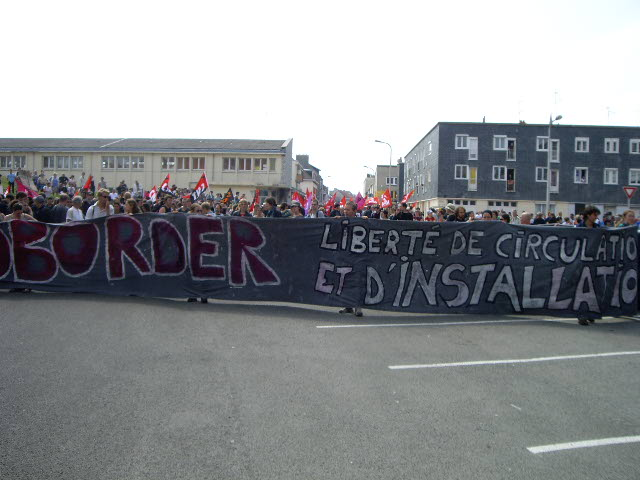
Demonstration gegen die britische Grenze in Calais am 27. Juni 2009.

Die vorgezogenen Grenzkontrollen sind in Belgien und Frankreich umstritten, denn sie versetzen Großbritannien in den komfortablen Stand, Asylbewerber zur Durchführung des Asylverfahrens nicht aufnehmen zu müssen. Stellt ein Asylbewerber in der britischen Kontrollzone in Calais einen Asylantrag, wird er an die französischen Behörden überstellt, weil die britische Kontrollzone französisches Hoheitsgebiet ist. Einen Asylbewerber von vornherein aus Großbritannien fernzuhalten, entbindet das Land von dem erheblichen Verwaltungs- und Zeitaufwand des Rückübernahmeverfahrens mit dem Heimatland des Asylbewerbers und von der Vorhaltung erheblicher Aufnahmekapazitäten für Immigranten.
Es bleibt zu fragen, womit diese Vorzugsstellung zu rechtfertigen ist, die Frankreich und Belgien nicht haben, zumal das bestehende Gegenseitigkeitsprinzip der vorgezogenen Grenzkontrollen keine praktische Bedeutung hat, da es einen Migrantenstrom aus Großbritannien in den Schengen-Raum nicht gibt.
Die vorgezogenen Grenzkontrollen haben immer wieder zu Verstimmungen zwischen Belgien, Frankreich und Großbritannien geführt. Anlässlich der Aufdeckung des „Liller Schlupflochs“ und dem Nacheilen britischer Grenzbeamter unter Verlassen der ihnen zugewiesenen Kontrollzone wurden diese von der belgischen Polizei aufgefordert, sich in ihre Kontrollzone zurückzubegeben. “This has got to stop. You are not in Britain now, you are in Schengen.” (deutsch: „Das muss aufhören. Sie sind hier nicht in Großbritannien, sondern in Schengen.“), hieß es. Ihnen wurde gesagt, wenn sich die von ihnen vernommenen Verdächtigen bei der belgischen Polizei beschwerten, müssten sie mit ihrer Verhaftung rechnen. Ein Beamter der UK Border Agency erklärte, das britische Personal sei so verängstigt, von der belgischen Polizei eingesperrt zu werden, dass sie nun eher die Augen über weitere Schlupflöcher verschlössen.
In Frankreich haben sich französische Politiker dafür ausgesprochen, die vorgezogenen Grenzkontrollen wieder abzuschaffen, weil sie es leid seien, von den Briten für den Migrantenstrom nach Großbritannien verantwortlich gemacht zu werden. Calais müsse den Konflikt mit den Immigranten ausbaden, weil die englische Grenze nach Calais vorverlagert worden sei. England solle seine Grenze zurück nach Dover verlagern, damit sie dort mitbekommen, was hier los sei. Es sei immer leicht gesagt, dies und das zu tun. Das einzige Ziel der Migranten sei Großbritannien.